# Justin de Haas
Justin de Haas (Zaandam, 1º febbraio 2000) è un calciatore olandese, difensore del Famalicão.

## Carriera

### Club
Cresciuto nel settore giovanile dell'AZ Alkmaar, il 26 febbraio 2016 firma il suo primo contratto professionistico con la società di Alkmaar, di durata triennale.
Il 30 aprile 2019, viene acquistato dal PSV, firmando un contratto biennale. Impiegato principalmente con la squadra riserve, il 16 febbraio 2021 passa in prestito alla Dinamo Zagabria, divenendo un punto fermo di quest'ultima giocando 15 partite con la squadra riserve.
Il 16 giugno dello stesso anno, viene acquistato a titolo definitivo dalla Lokomotiva Zagabria; il 17 luglio seguente, debutta fra i professionisti, disputando l'incontro di Prva hrvatska nogometna liga pareggiato per 2-2 contro l'Hajduk Spalato.
Il 3 luglio 2023, De Haas viene ingaggiato a titolo definitivo dal Famalicão, nella massima serie portoghese, con cui firma un contratto triennale.

### Nazionale
Ha giocato nelle nazionali giovanili olandesi Under-16, Under-17 ed Under-18.

## Statistiche

### Presenze e reti nei club
Statistiche aggiornate al 10 maggio 2025.
| Stagione                   | Squadra                    | Campionato                 | Campionato | Campionato | Coppe nazionali | Coppe nazionali | Coppe nazionali | Coppe continentali | Coppe continentali | Coppe continentali | Altre coppe | Altre coppe | Altre coppe | Totale | Totale |
| Stagione                   | Squadra                    | Comp                       | Pres       | Reti       | Comp            | Pres            | Reti            | Comp               | Pres               | Reti               | Comp        | Pres        | Reti        | Pres   | Reti   |
| -------------------------- | -------------------------- | -------------------------- | ---------- | ---------- | --------------- | --------------- | --------------- | ------------------ | ------------------ | ------------------ | ----------- | ----------- | ----------- | ------ | ------ |
| 2018-2019                  | Jong AZ Alkmaar            | ED                         | 6          | 0          | -               | -               | -               | -                  | -                  | -                  | -           | -           | -           | 6      | 0      |
| 2019-2020                  | Jong PSV                   | ED                         | 14         | 0          | -               | -               | -               | -                  | -                  | -                  | -           | -           | -           | 14     | 0      |
| 2020-feb. 2021             | Jong PSV                   | ED                         | 11         | 1          | -               | -               | -               | -                  | -                  | -                  | -           | -           | -           | 11     | 1      |
| Totale Jong PSV            | Totale Jong PSV            | Totale Jong PSV            | 25         | 1          |                 | -               | -               |                    | -                  | -                  |             | -           | -           | 25     | 1      |
| feb.-giu. 2021             | Dinamo Zagabria II         | 2.HNL                      | 15         | 0          | -               | -               | -               | -                  | -                  | -                  | -           | -           | -           | 15     | 0      |
| 2021-2022                  | Lokomotiva Zagabria        | 1.HNL                      | 20         | 0          | CC              | 2               | 0               | -                  | -                  | -                  | -           | -           | -           | 22     | 0      |
| 2022-2023                  | Lokomotiva Zagabria        | HNL                        | 21         | 0          | CC              | 2               | 0               | -                  | -                  | -                  | -           | -           | -           | 23     | 0      |
| Totale Lokomotiva Zagabria | Totale Lokomotiva Zagabria | Totale Lokomotiva Zagabria | 41         | 0          |                 | 4               | 0               |                    | -                  | -                  |             | -           | -           | 45     | 0      |
| 2023-2024                  | Famalicão                  | PL                         | 22         | 1          | CP+CdL          | 2+1             | 0               | -                  | -                  | -                  | -           | -           | -           | 25     | 1      |
| 2024-2025                  | Famalicão                  | PL                         | 29         | 2          | CP+CdL          | 1+0             | 0               | -                  | -                  | -                  | -           | -           | -           | 30     | 2      |
| Totale Famalicão           | Totale Famalicão           | Totale Famalicão           | 51         | 3          |                 | 4               | 0               |                    | -                  | -                  |             | -           | -           | 55     | 3      |
| Totale carriera            | Totale carriera            | Totale carriera            | 138        | 4          |                 | 8               | 0               |                    | -                  | -                  |             | -           | -           | 146    | 4      |